# Taj Mahal Palace

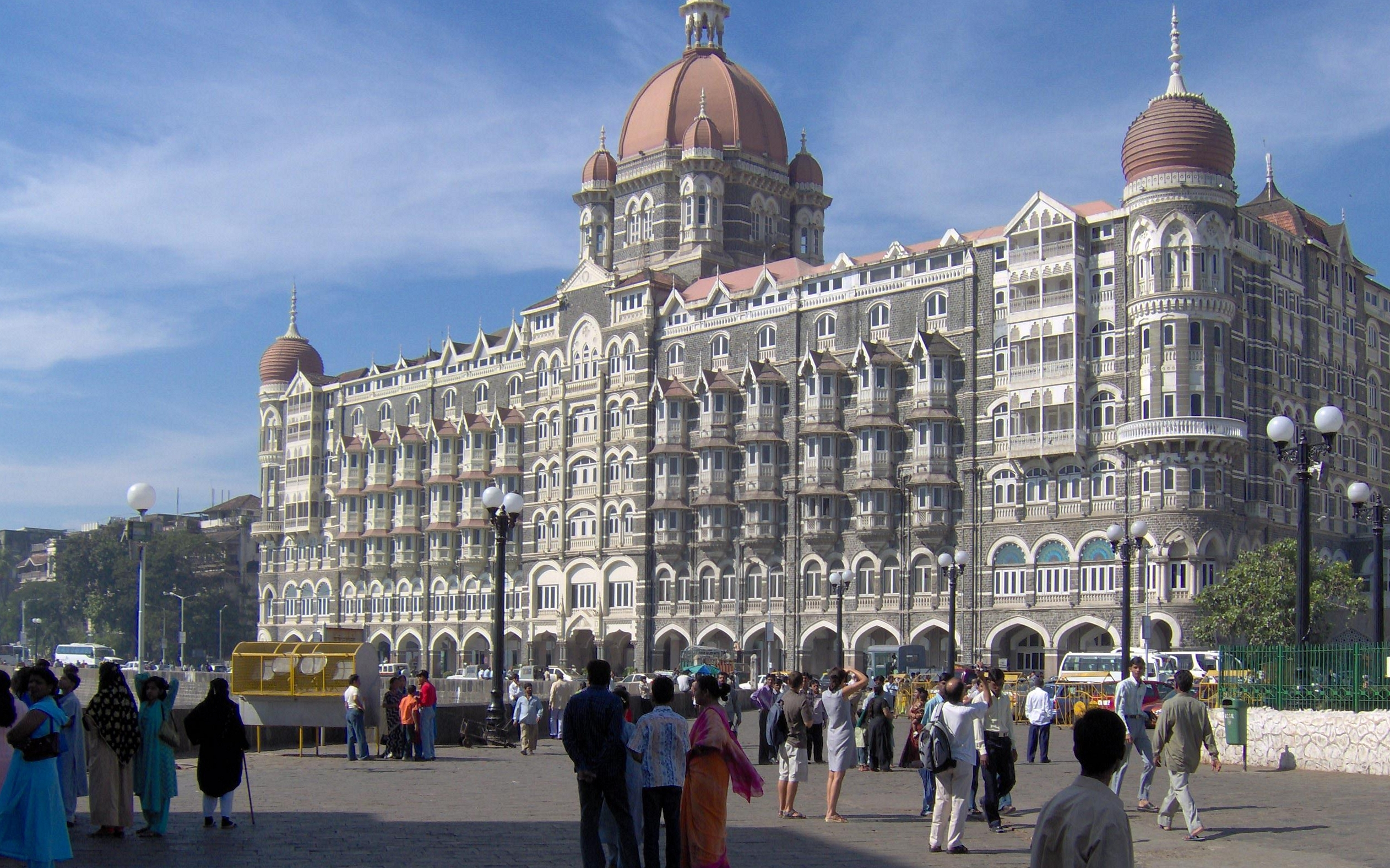
Vista diurna do Taj Mahal Palace.

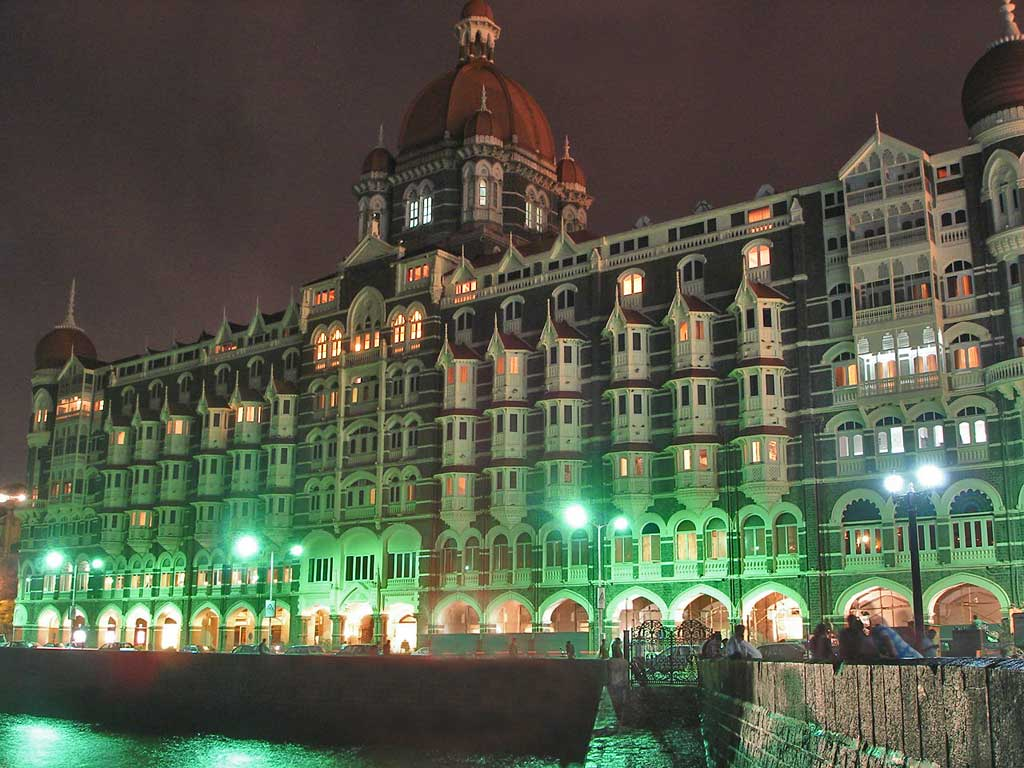
Vista noturna do Taj Mahal Palace

O Taj Mahal Palace é um hotel de luxo localizado em Bombaim, na Índia, próximo ao Portal da Índia. Faz parte do grupo Taj Hotels, Resorts and Palaces. Foi inaugurado em 16 de dezembro de 1903.[carece de fontes?]
Entre alguns hóspedes ilustres, citam-se: Mick Jagger, John Lennon & Yoko Ono, Jacques Chirac, Eduardo, Duque de Kent & Katharine, Duquesa de Kent, Haroldo V da Noruega & Sônia da Noruega, Marianne Faithfull, Filipe, Duque de Edimburgo, Carlos, Príncipe de Gales, The Beatles, Bill Clinton e Jacqueline Kennedy Onassis.[carece de fontes?]

## Atentado
No dia 26 de novembro de 2008, o hotel foi avariado devido uma série de atentados terroristas no sul da cidade. O telhado do hotel foi destruído pelo fogo horas após os ataques.